# 洞口乡
洞口乡原属湖南省永兴县所辖乡，2012年4月撤销。原柏林镇、洞口乡成建制合并，设立柏林镇。以原柏林镇、洞口乡的行政区域为新设柏林镇的行政区域，柏林镇辖32个建制村、2个居委会，总面积195.9平方公里，总人口5.06万人，镇人民政府驻柏林圩（原柏林镇人民政府驻地）。

## 行政区划
撤销前的洞口乡下辖洞口社区、洞口村、同心村、公平村、青路村、朝阳村、杨树村、大水村、鹿鸣村、大洞村、图府村、陈门村、东坪村共计12行政村1社区。